# جرینگونگ، نیوساوت ولز
جرینگونگ (به انگلیسی: Gerringong) یک شهرک در استرالیا است که در نیو ساوت ولز  واقع شده‌است.